# Primulina tabacum
Primulina tabacum är en tvåhjärtbladig växtart som beskrevs av Henry Fletcher Hance. Primulina tabacum ingår i släktet Primulina och familjen Gesneriaceae. Inga underarter finns listade i Catalogue of Life.